# Совадина, Петр
Петр Совадина (чеш. Petr Sovadina; род. 22 октября 1940, Остоповице) — чешский органист.
Учился в Консерватории Брно у Йозефа Черноцкого, затем в Пражской консерватории у Йозефа Кубаня и наконец в Академии музыкального искусства у Иржи Рейнбергера. В 1964 г. получил первую премию на Международном конкурсе исполнителей имени Иоганна Себастьяна Баха в Лейпциге, в 1966 г. разделил с Отфридом Миллером первую премию Международного музыкального фестиваля «Пражская весна».
Среди записей Совадины — альбом мотетов Иоганна Себастьяна Баха (1972, с Чешским филармоническим хором под управлением Йозефа Веселки).